# Lego Time Travels
Lego Time Cruisers eller Lego Time Twisters var en produktlinje produceret af den danske legetøjskoncern LEGO, der omhandlede tidsrejser. Time Cruisers havde Dr. Cyber og hans assistent Tim som protagonister, der besøgte andre tidsperioder for at indsamle viden og rette op på den skade som Time Twisters havde lavet. Deres primære mål var at være undercover og blande sig så lidt som mulig med historien. Temaet blev produceret og solgta fra 1996 og frem til 2001. Det indeholdt mange specialklodser fra andre Lego-temaer, navnlig historiske sæt fra eksempelvis Lego Castle og Lego Pirates, der på forskellig vis blev integreret i Time Cruisers' fartøjer.

## Sæt

### 1996
- 6491 Rocket Racer
  - 58 dele, 1 minifigur
- 6492 Hypno Cruiser
  - 157 dele, 2 minifigurer
- 6493 Flying Time Vessel
  - 237 dele, 2 minifigurer
- 6494 Magic Mountain Time Lab
  - 504 dele, 3 minifigurer

### 1997
- 6495 Time Tunnelator
  - 81 dele, 1 minifigur
- 6496 Whirling Time Warper
  - 152 dele, 2 minifigurer
- 6497 Twisted Time Train
  - 300 dele, 4 minifigurer